# Кок, Роберт
Роберт Кок (нидерл. Robert Kok; родился 26 июня 1957 года, Амстердам) — нидерландский футболист, завершивший игровую карьеру, выступал на позиции нападающего. Воспитанник амстердамского «Аякса». Бо́льшую часть карьеры провёл в Швейцарии, выступал за команды «Лозанна-Спорт», «Серветт», «Цюрих» и «Базель». В сезоне 1980/81 получил звание лучшего легионера чемпионата Швейцарии.

## Биография

### Клубная карьера
Роберт Кок начинал футбольную карьеру в амстердамском «Аяксе». В первой команде клуба Роб дебютировал 11 декабря 1974 года в матче Кубка УЕФА против итальянского «Ювентуса», завершившемся победой амстердамцев со счётом 2:1. Однако в чемпионате Нидерландов он так и не дебютировал. Летом 1977 года Роб перебрался в бельгийский клуб «Бом», а спустя один сезон перешёл в «Льерс».

## Достижения
- Чемпион Швейцарии: 1984/85
- Обладатель Кубка Швейцарии: 1981
- Иностранный игрок года в чемпионате Швейцарии: 1980/81